# Richard Scarry
Richard McClure Scarry (Boston, 5 de junio de 1919 - Gstaad, Suiza, 30 de abril de 1994) fue un popular autor e ilustrador americano de cuentos infantiles. Publicó más de 300 álbumes infantiles vendiendo en vida más de 100 millones de ejemplares en todo el mundo, sobre todo hasta finales de los años 1980. Se especializó en álbumes ilustrados dirigidos a niños de hasta 6 o 7 años de edad con una franca intención pedagógica donde, utilizando animales humanizados, componía pequeñas enciclopedias sobre oficios, máquinas de la vida cotidiana, países, y sus costumbres, letras y números. Su obra ha influido en diferentes autores como J. K. Rowling o Sanjay Patel.

## Biografía y vida familiar
Scarry nació en Boston, Massachusetts, donde sus padres regentaban una tienda y disfrutaban de un buen nivel de vida durante la Gran Depresión. Tras graduarse en secundaria, Scarry se matriculó en una escuela de negocios, aunque abandonó pronto esos estudios. Tras ello se matriculó en el Museo de Bellas Artes de Boston, donde permaneció hasta que fue reclutado por el ejército por la Segunda Guerra Mundial entre 1942 y 1946. Trasladado a Europa y África, se ocupó de la redacción de boletines informativos.
Tras la guerra, Scarry trabajó en el departamento artístico de varias revistas hasta que dio un gran salto en su carrera cuando, en 1949, empezó a colaborar con Little Golden Books editando su primer libro. Su esposa, Patricia Murphy, fue una escritora de literatura infantil que conoció a Richard durante una colaboración, cuando era un ilustrador. Ella está acreditada en otra serie de obras infantiles como Good Night, Little Bear, The Bunny Book y The Fishing Cat. En 1963 se centró en la creación de la serie de cuentos Best Ever, encontrando, ya un estilo definitorio. Dado su éxito, en 1966 firmó con la editorial Random House, trabajando posteriormente para Western Publishing.
En 1972, la familia Scarry adquirió un chalé en la pequeña localidad de Gstaad, Suiza. Allí fundó su estudio, donde pasaba la mayor parte del día dedicado a escribir e ilustrar sus libros y que únicamente se componía de un escritorio con lámpara y silla. Había pedido a su esposa que no le molestase a excepción de su hora de descanso para el almuerzo. En los años 1980 comenzó a tener problemas de visión debido a una degeneración macular. Fue allí, en Gstaad, donde tras enfermar de cáncer de esófago y someterse a quimioterapia finalmente falleció de un ataque al corazón a la edad de 74 años. Al año siguiente falleció su esposa. Sus notas y dibujos se conservan en la colección de archivos de la Universidad de Connecticut.
Su hijo, Richard Scarry Jr., también es un ilustrador infantil y a veces ha trabajado bajo el seudónimo de Huck Scarry, homenajeando en ocasiones el estilo de su padre. Huck es el nombre de Cat Huckle, uno de los personajes de Busytown más recurrentes.

## Busytown
La serie de libros infantiles más famosa de Scarry se centra en la ficticia ciudad de Busytown (traducible como "Ciudad Laboriosa" o "Ciudad Atareada") que se encontraba habitada por animales con apariencia antropomorfa y en actividades sociales humanas. La mayoría de las historias mostraban un lugar rutinario y dinámico donde la producción y la compra de bienes y servicios o las actividades familiares como la crianza de los hijos se convertían en eje central.
Esta serie se hizo muy popular en su época en niños de todas partes del mundo llegando a vender más de cien millones de ejemplares y siendo traducidos a más de treinta lenguas.

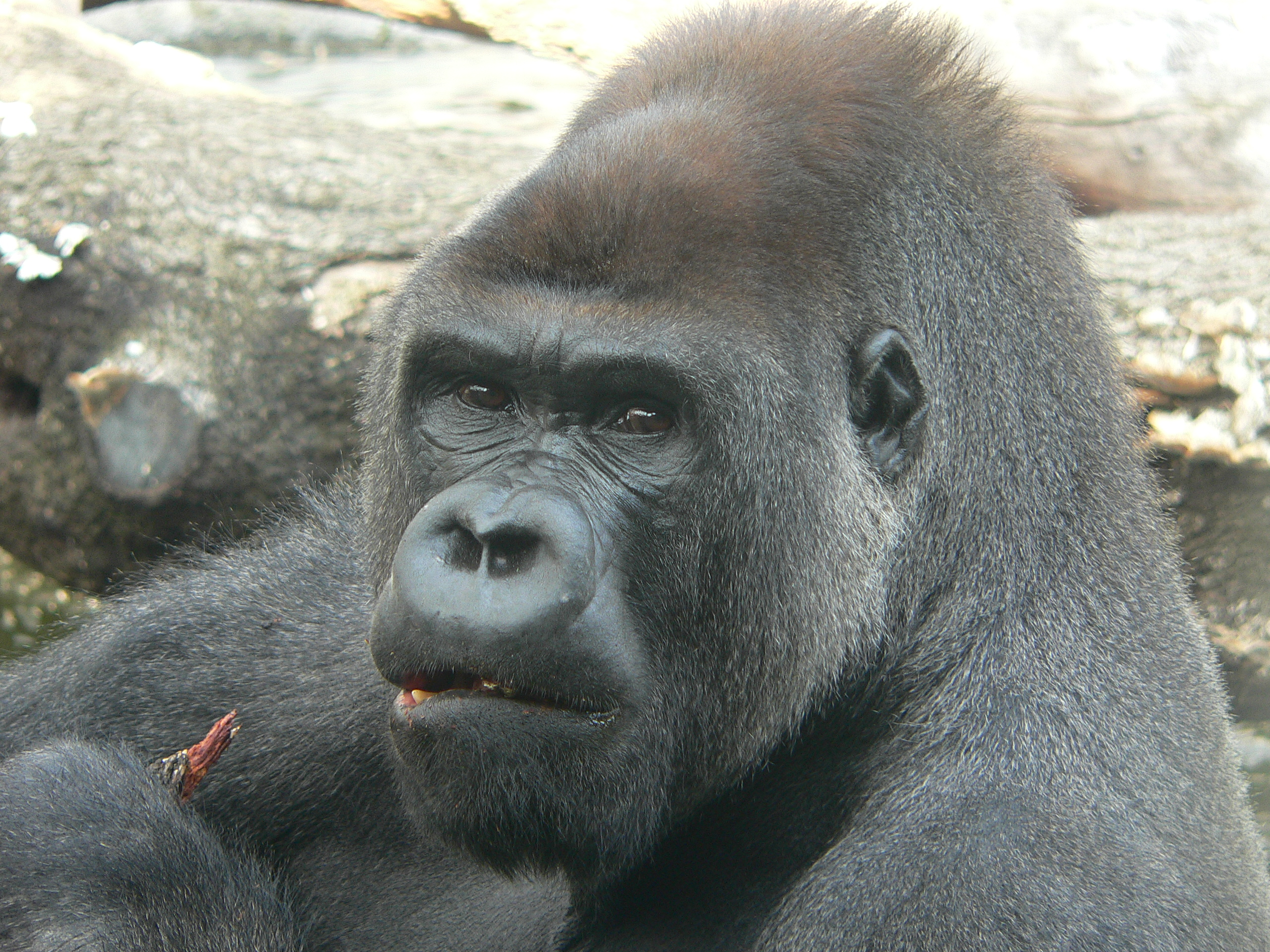
Animales de entornos salvajes, como el gorila, eran humanizados por Richard Scarry habitando la pequeña ciudad de Busytown.

 Aunque los libros se hicieron muy conocidos por las características humanas de los animales que lo componían, como gatos, conejos, cerdos domésticos y ratones, Scarry demostró su habilidad a la hora de adaptar las características propias de los humanos a un número aparentemente interminable de criaturas. Los castores, mapaches, hipopótamos, rinocerontes, búhos, osos, cabra, elefantes, zorros, gorilas, cocodrilos, perros, lobos, osos hormigueros, hienas, babuinos, pollos, gusanos y cientos de insectos son sólo algunos de los otros animales que utilizó Scarry en sus obras. Algunos de estos animales personajes se convirtieron en recurrentes, como Lowly Worm, Huckle Cat (en honor al apodo de su propio hijo, Huck), Sergeant Murphy y su motocicleta roja, el ladrón de plátanos Bananas Gorilla, el piloto Rudolf Strude o Goldbug.Estos nombres de personajes se adaptaron a los idiomas de las diferentes ediciones internacionales al igual que ocurrió con los títulos de los libros, muchos de los cuales se denominaron en España "Mi Primer Libro de…".
Muchas de sus ilustraciones más características eran las de los personajes con ropa tradicional suiza, país donde residía en el último tramo de su vida y al que Scarry dedicaba guiños especiales (como con los aviones, por ejemplo, que solían ser de la compañía Swissair). También eran comunes las imágenes más realistas que mostraban dibujos de arquitectura de casas de madera típicas de Centroeuropa, los estudios de dibujos de dispositivos mecánicos tales como los aparejos de barcos de vela que eran dibujados con gran exactitud. Una serie de álbumes contaban además historias con automóviles como hilo conductor, representando vehículos inverosímiles que reflejaban las características tópicas de los animales propietarios (como coches-zanahoria para conejos o coches con forma de oruga). Las láminas se convertían en grandes espacios de animales llenos de elementos e interrogantes con la intención de que el niño se convirtiese en un activo lector de las imágenes que se le mostraban.

## Historias trasladadas a televisión y videojuegos
Entre los años 1980 y años 1990, muchos de los libros de la serie "Best Ever" fueron adaptados con éxito a la televisión.Algunas de estas películas animadas eran adaptaciones de los álbumes "Richard Scarry's Best Silly Stories" o "The Busiest Firefighters Ever". Las historias de Busytown también fueron adaptadas como "The Busy World of Richard Scarry" emitida entre 1993 y 1996 en la cadena Showtime y recuperada luego por Nickelodeon y Noggin. Una nueva serie animada llamada "Busytown Mysteries" fue encargada por CBC Television para Cookie Jar Entertainment en 2007, siendo emitida en el bloque infantil matinal de la CBC. Busytown también forma parte de una exposición interactiva en el Carnegie Science Center desde junio a septiembre de 2008 bajo el título de Richard Scarry's Busytown. También se lanzó un videojuego para Sega Mega Drive con el nombre de Richard Scarry's Busytown, editado por Appaloosa Interactive.